# CAMO
CAMO（韓語：카모，1998年4月29日—），本名朴彩怜（羅馬化：Park Chae-ryeong），是来自韓國的饒舌女歌手。藝名「CAMO」取自Cash Money。2020年9月19日，以單曲《Life is Wet》個人出道。2021年5月20日發行首張個人迷你專輯《Fragile》。

## 生平
朴彩怜出生於香港，為家中長女，有一個弟弟。她於2020年正式踏入嘻哈樂壇，透過其獨具異國風情的嗓音以及優秀的英語發音，引起了聽眾和音樂界的廣泛關注。僅幾個月後，他與H1GHR娛樂旗下的音樂才子JMIN合作推出了單曲《Life is wet》，這首歌突然間爆紅，讓她一炮而紅。
後來，CAMO在2021年初與Simon D合作推出單曲《Wifey》，再次受到樂迷的熱烈好評。隨後在5月，她終於推出了迷你專輯《Fragile》，邀請了嘻哈界大咖The Quiett、Leellamarz和Coogie共同合作。

## 音樂作品

### 正規專輯
| 專輯 | 專輯資料                                                       | 曲目 |
| 1st  | 《Pressure Makes Diamonds》 - 發行日期：2023年2月22日 - 銷量： | 曲目 1. Six Weeks 2. Pressure (feat. Sik-K) 3. Fake Hoe 4. Running Up (feat. Loopy) 5. Like Me 6. Bitchy 7. Waterwater (feat. Tommy Genesis) 8. MAPSI 9. Been Givin' You 10. Love Fades (feat. Awich) 11. Mona Lisa 12. Waiting For You (feat. Jay Park) 13. Finer |

### 迷你專輯
| 專輯 | 專輯資料                                                                                | 曲目 |
| 1st  | 《Fragile》 - 發行日期：2021年5月20日 - 語言：韓語、英語 - 類型：Rap / Hip-hop - 銷量： | 1. Runners 2. Backdoor (Prod. Dayrick) 3. Tiffany Cartier 4. Shawty (feat. Coogie) 5. Fragile (Prod. Dayrick) 6. Horizon 7. So Fast (feat. Leellamarz, The Quiett) |

### 個人單曲
| 单曲 | 单曲资料                                                                       | 曲目                  |
| 1st  | 《Life is Wet》 - 发行日期：2020年9月19日 - 语言：韩语、英語 - 类型：Rap       | 曲目 1. Life is Wet   |
| 2nd  | 《Wifey》 - 发行日期：2021年1月29日 - 语言：英語 - 类型：Rap / Hip-hop         | 曲目 1. Wifey         |
| 3rd  | 《FREAK LIKE ME》 - 发行日期：2022年1月14日 - 语言：英語 - 类型：Rap / Hip-hop | 曲目 1. FREAK LIKE ME |
| 4th  | 《MAPSI (맵시)》 - 发行日期：2023年1月17日 - 语言：英語 - 类型：Rap / Hip-hop  | 曲目 1. MAPSI (맵시)  |

## 外部連結
- CAMO的Instagram帳戶
- YouTube上的CAMO頻道